# Zelená zóna

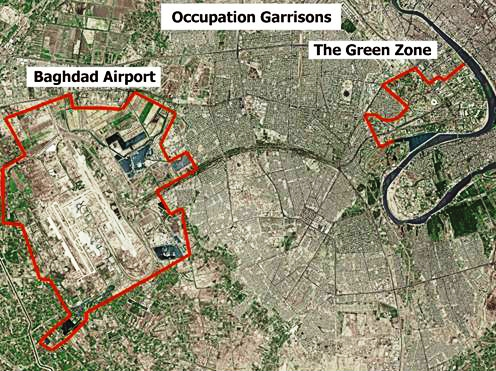
Letiště a Zelená zóna.

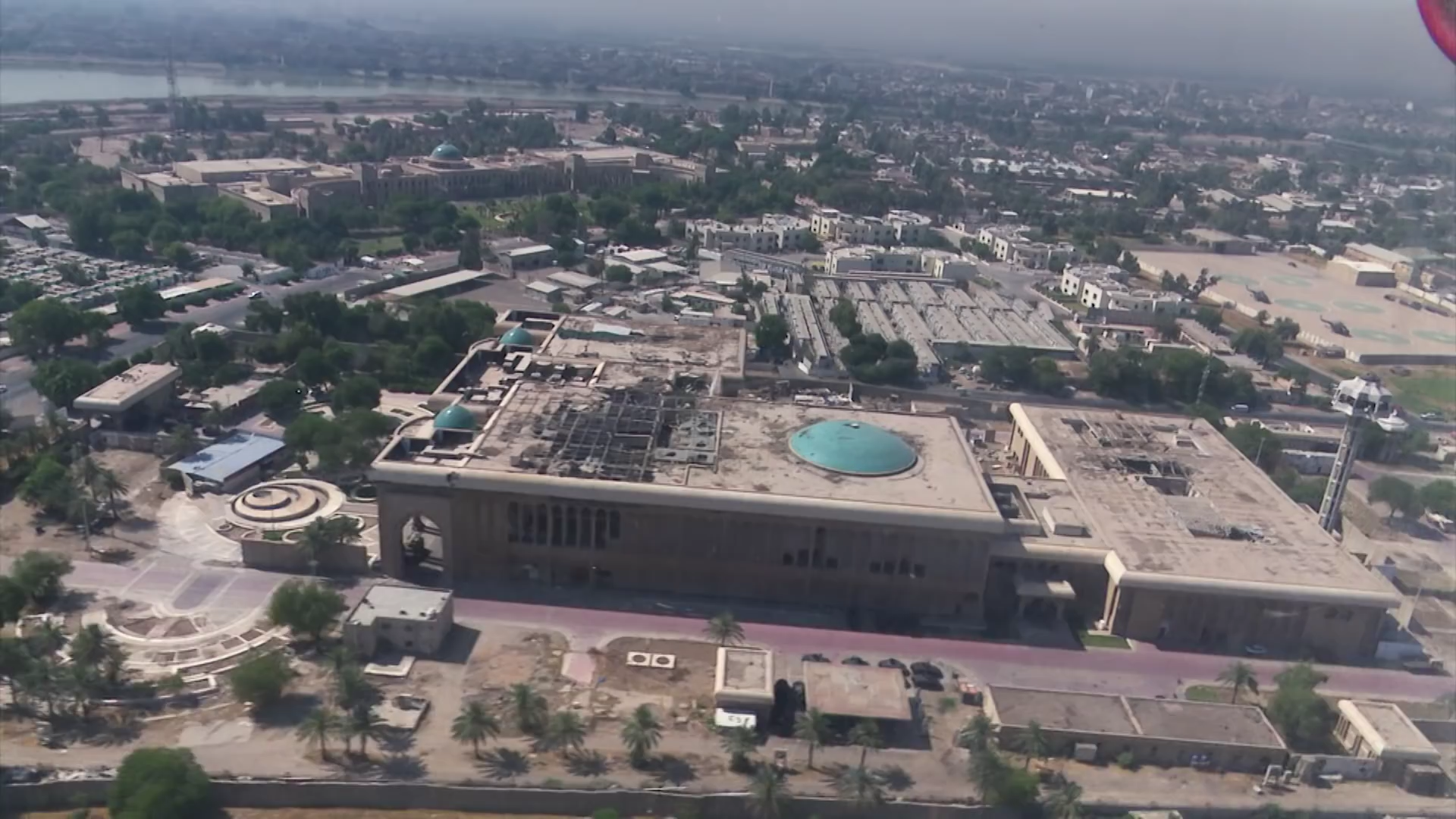
Poškozená budova uvnitř zóny v roce 2020.

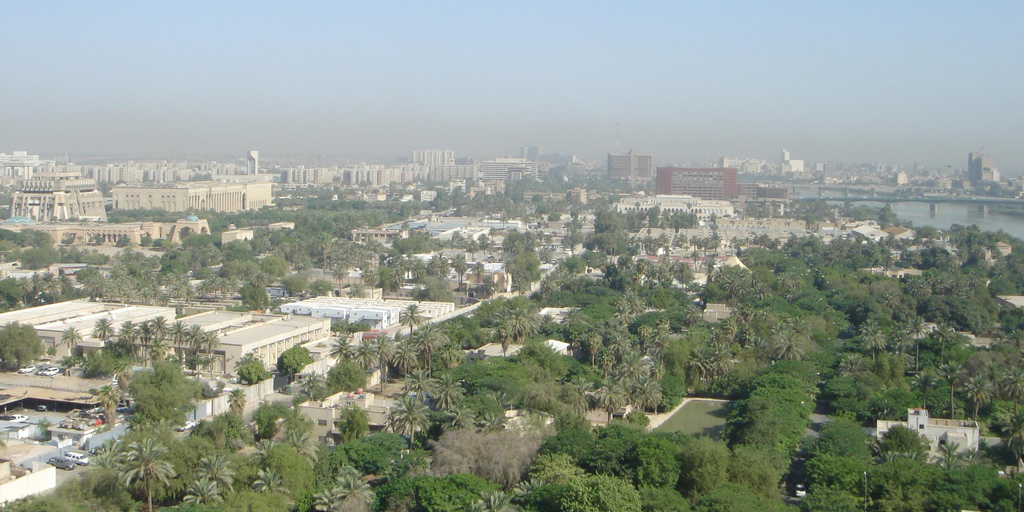
Pohled na Zelenou zónu.

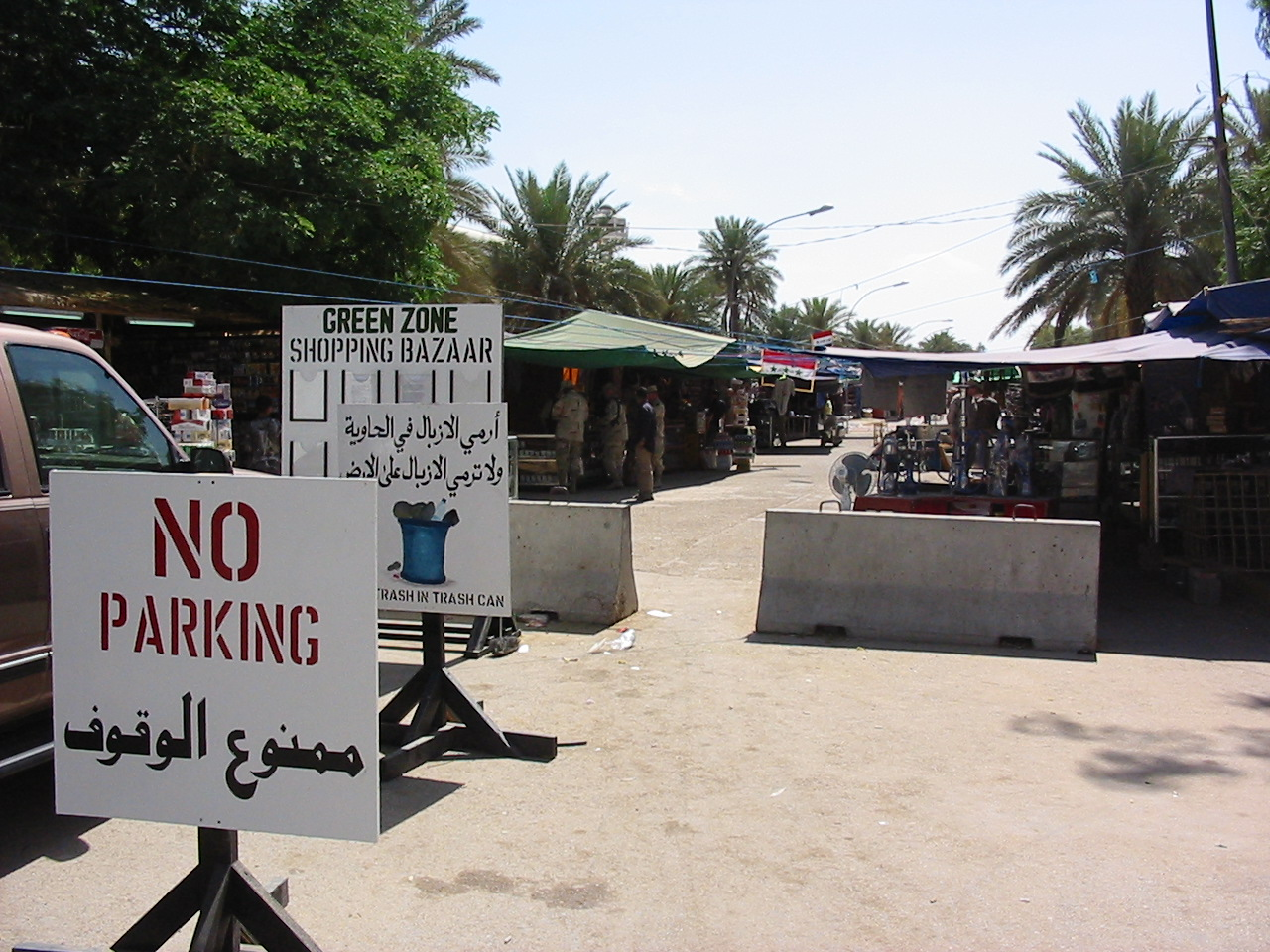
Hranice zóny a tržiště.

Jeruzalémská brána.

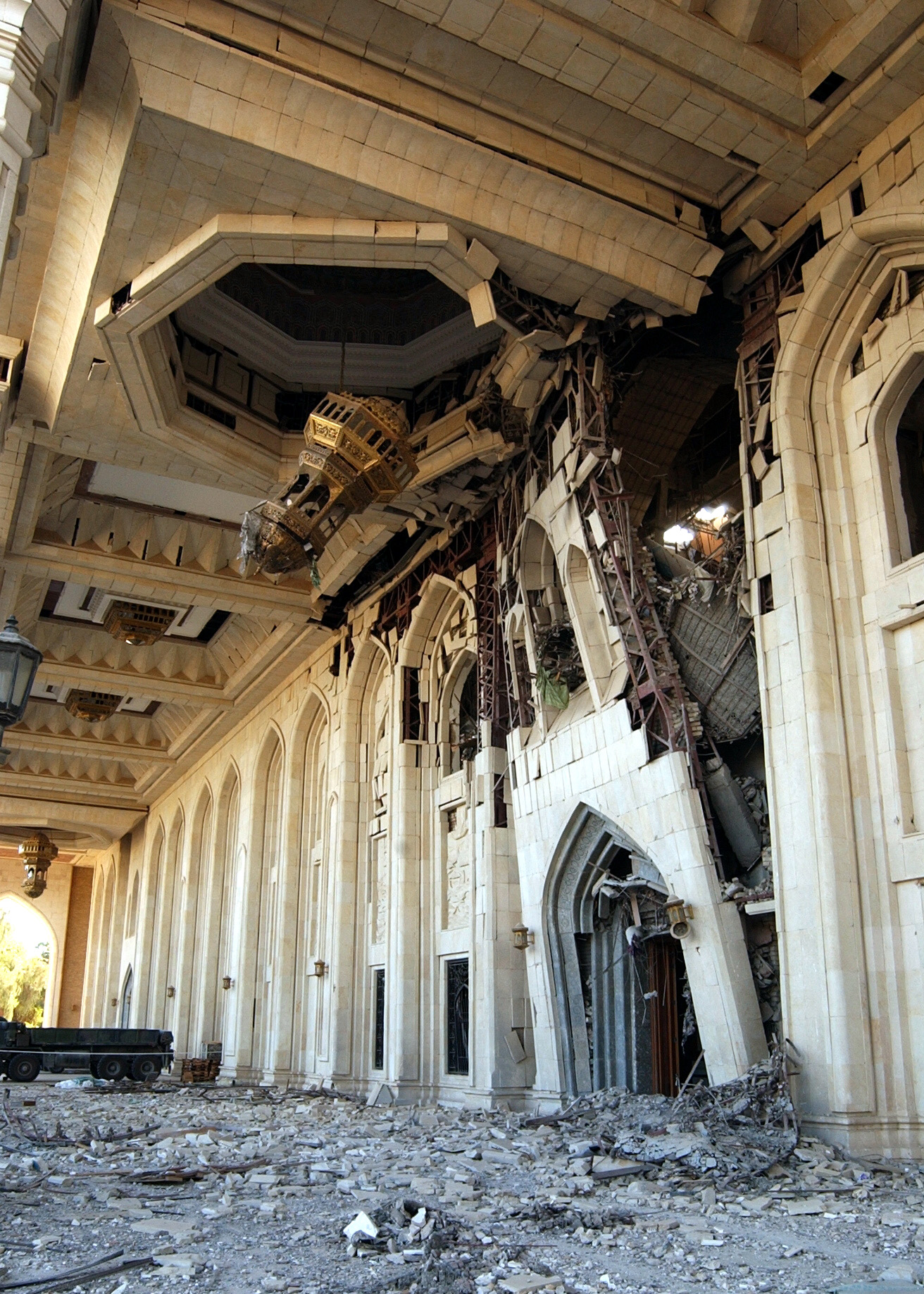
Budova stranického sídla strany Baas poničená teroristickým útokem.

Zelená zóna (anglicky The Green Zone, arabsky المنطقة الخضراء‎) je všeobecný název pro tzv. Mezinárodní zónu v Bagdádu. Jednalo se o prostor o rozloze 10 km2 ve správním obvodu Kach v centrální části Bagdádu. Občas bývala označována také jako Karada Majram. Nacházely se zde úřední budovy pro dočasnou správu země během okupace Iráku po skončení války. Irácká vláda používala jako oficiální pojem Mezinárodní zóna, ačkoliv mediálně populární bylo označení zelezná zóna. Přejato bylo z vojenské praxe. Zbytek Bagdádu byl často označován jako tzv. červená zóna.

## Vymezení
Její území vymezoval z východní a jižní strany veletok Tigris, ze severní strany třídy Al-Šaváf a Jafa, ze strany západní potom ulice Kásidíja. Zelená zóna rozdělovala park Zavrá na dvě části. 

## Historie
Zelená zóna byla vysoce opevněnou zónou v centru iráckého hlavního města, především z obav před častými útoky teroristů nebo jiných ozbrojenců na příslušníky mezinárodních vojsk nebo diplomatického zastoupení. Vyvinula se z oblasti, kterou si oblíbila již dřívější vládnoucí strana Baas a kde byly postaveny vládní budovy, reprezentativní paláce, vily nebo další symboly moci. Stály zde budovy ministerstev, vojenské základny, prezidentský palác Saddáma Husajna apod. Již tehdy se jednalo o obávané místo ze strany místních.
Oblast obsadila americká armáda v dubnu 2003. Probíhaly o ní velmi tvrdé boje. Před obsazením bylo předpokládáno bombardování lokality, proto bylo evakuováno civilní obyvatelstvo. 3000 mistních obyvatel bylo vystěhováno ze svých bytů. Ti, kteří neodešli předtím uprchli potom během vojenských akcí. Několik málo lidí, včetně různých squatterů, v oblasti potom zůstávalo. 
Po leteckých úderech na oblast, kde byla zřízena zelená zóna, byly některé budovy opuštěné. Úředníci dočasné koaliční správy dospěli k závěru, že budou plnit vhodnou úlohu právě pro ně a obsadili je. Podmínky nebyly snadné, neboť byl typický všudypřítomný prach a výpadky elektrické energie. Hlavní představitel rekonstrukčního týmu, kterým byl Jay Garner, svoji kancelář otevřel v bývalém paláci republiky, okolní vily obsadili další úředníci nebo jejich kontraktoři. Usadilo se zde nakonec okolo pěti tisíc lidí. V některých domech se usídlili i obyvatelé Bagdádu, kteří neměli žádný domov, nebo kteří hledali lepší bydlení. Předpokládali, že tím, že nebyli nikterak spjati se stanou Baas, nebudou mít problém zde zůstat. 
Oblast byla z bezpečnostního hlediska oddělena kontrolními stanovišti, která byla obsazena americkým vojáky. Později se k nim přidaly ještě jednotky z Gruzie. 
Vzhledem k rizikům teroristických útoků byla Zelená zóna oddělena od okolního města vysokými betonovými zdmi, které měly zabránit pronikání nežádoucích osob, střelbě a bombám. Stala se tak nejbezpečnější oblastí města, kterým zmítalo sektářské násilí. Místní ji říkali jednoduše bublina. Přes řeku Tigris byl možný přístup po mostu Arbatáše Tamuze. 
I přesto nicméně k útokům v Zelené zóně čas od času docházelo. V říjnu 2004 oblast napadli dva sebevražední atentátníci. Zničili místní tržiště a kavárnu. Další útoky se odehrály v prosinci téhož roku. Dne 12. dubna 2007 bomba vybuchla v kavárně iráckého parlamentu, zraněno bylo dalších 22 osob, včetně iráckého viceprezidenta. Na jaře roku 2008 byla zelená zóna předmětem častého ostřelování , které bylo dle deníku New York Times prováděno ze severovýchodní části města, lokality známé v angličtině jako Sadr City. Dne 6. dubna 2008 dva američtí vojáci byli zabiti a 17 zraněno během útoku, ke kterému došlo uvnitř zóny. Dne 22. července 2010 byli zabiti tři kontraktoři soukromé společnosti a patnáct zraněno, když raketa dopadla uvnitř zóny. 
Poté, co byla správa nad Irákem předána irácké vládě, se zahraniční příslušníci stáhli z řady objektů v zelené zóně. Dodnes zde zůstávají pouze velvyslanectví různých zemí, např. Spojeného království, Austrálie, Egypta, Polska apod. Americká ambasáda zabírá prostor na břehu řeky Tirgisu. 
K 1. lednu 2009 byla správa nad Zelenou zónou předána iráckým bezpečnostním složkám. Prostor nicméně zůstal i nadále uzavřen pro veřejnost. Bylo tomu tak až do 4. října 2015, kdy se otevřel, nicméně ještě s určitými omezeními. Tehdejší premiér Hajdar Abádí vyzval k jejímu otevření pro veřejnost zcela, nicméně toto nebylo uskutečněno. V irácké armádě existovala speciální formace, která měla za úkol dohlížet na bezpečnost oblasti.
V květnu 2016 do ní vtrhli protivládní demonstranti.
Dne 10. prosince 2018 byly části Zelené zóny otevřeny pro veřejnost po téměř patnácti letech. Byly rovněž rozšířeny návštěvní hodiny pro oblast z pěti odpoledne až do jedné hodiny v noci. Debatováno bylo právě, kdy má být oblast uzavřena. Nakonec byla otevřena permanentně (v roce 2019) a odstraněny i betonové bloky z okolí.
I přesto zde však docházelo k různým útokům, např. dne 8. ledna 2020, kdy sem dopadly dvě rakety. Čas od času byla oblast nicméně uzavírána a opět otevírána. Uzavírání nicméně způsobuje v Bagdádu dopravní zácpy.

## Významné objekty
- Parlament Iráku
- hotel Al-Rašíd
- Rezidence premiéra Iráku
- Jeruzalemská brána
- Velvyslanectví USA
- Meče Kádisíje
- nemocnice Ibn Síná
- památník neznámého vojína
- Palác republiky
- Stranické sídlo strany Baas (nedokončené)